# Псиктер
Псиктер (др.-греч. ψυκτήρ, лат. Psykter), иначе бавкалид — древнегреческий керамический сосуд, по форме напоминающий гриб, получил распространение в Аттике во второй половине VI в. до н. э. Псиктер использовался вместе с кубковым кратером. Один из этих сосудов предназначался для хранения снега или ледяной воды, в другой наливалось неразбавленное вино. До настоящего времени не сохранилось информации, какой из сосудов предназначен для воды, а какой — для вина. Псиктер помещался в жидкость, находящуюся в кратере. Псиктеры вместе с кубкообразными кратерами использовались на симпосиях.